# Padanaha
Padanaha (en népalais : पदनाहा) est un comité de développement villageois du Népal situé dans le district de Bardiya. Au recensement de 2011, il comptait 8 515 habitants.